# Râul Prisaca, Bârlad
Râul Prisaca este un curs de apă, afluent al râului Bârlad. 